# Stefan Pucher
Stefan Pucher (* 1965 in Gießen) ist ein deutscher Theaterregisseur.

## Leben und Werk
Von 1988 bis 1994 studierte Pucher Theaterwissenschaft und Amerikanistik an der Johann Wolfgang Goethe-Universität Frankfurt am Main. In Frankfurt arbeitete er zeitweise auch als DJ. Anfang der 1990er brachte er außerdem zusammen mit dem Schauspieler Frank Riede das im Selbstverlag erschienene Theater-Fanzine „Fake“ heraus.
Er ging viel ins Kino und beschäftigte sich mit der Frage, was Schauspiel nach dem bürgerlichen Illusionstheater sein kann: Was bedeuten „Rolle“ und „Abbild“, wenn man hinaus will über das psychologisierende Theater der Tradition, was leistet das Theater im Verhältnis zum Film und wie kann es zeitgemäß bleiben? Bald brachte er ein Theaterfanzine heraus („Fake“ 1989–93) und begann mit ersten Performance-Projekten, inspiriert von Wooster Group und Needcompany, von Einar Schleef, von den Texten Rolf Dieter Brinkmanns und immer wieder vom Pop als Musik und Lebensgefühl. Als der damalige Intendant des Theater am Turm (TAT) in Frankfurt/M., Tom Stromberg, auf ihn aufmerksam wurde, folgten freie Projekte am TAT, unter anderem mit der deutsch-englischen Theatergruppe Gob Squad, in denen er in Samplings Musik, Videos und Texte in Cut-up`s mixte und mit leiblicher Präsenz und medialer Vermittlung experimentierte.
Nach Abenden auf Kampnagel in Hamburg und im Berliner Podewil wurde die Theaterwelt durch die Performance 15 Minutes To Comply auf Pucher aufmerksam, eine Arbeit, mit der er zusammen mit Gob Squad auf Einladung von Tom Stromberg bei der documenta X in Kassel 1997 die Zuschauer in eine unterirdische Straßenbahn-Haltestelle holte. Es folgte der in den 1990er Jahren noch ungewöhnliche Schritt vom freien Theater in die Stadt- und Staatstheater. Nach ersten Projekten an den wichtigsten Häusern der 1990er Jahre Berliner Volksbühne und Deutsches Schauspielhaus in Hamburg nahm Pucher die Herausforderung an und inszenierte zum ersten Mal dramatische Literatur: Tschechows Der Kirschgarten am Theater Basel (1999). Sein lässiges Spiel mit den subkulturellen Stilmitteln aus der freien Szene sorgte im Staatstheater für große Aufmerksamkeit. Nach weiteren vielbeachteten und umstrittenen Inszenierungen (Die Möwe am Deutschen Schauspielhaus Hamburg und Drei Schwestern am Schauspielhaus Zürich) engagierte ihn der Zürcher Intendant Christoph Marthaler – wie Pucher ein Theatermann aus der freien Szene –, als Hausregisseur ans Schauspielhaus Zürich (2000–2004). Pucher brach die Ästhetik der Guckkastenbühne konsequent auf mit Schauspielern, die nicht miteinander sprachen, sondern zum Publikum, die ihre Gefühle ausstellten statt sie zu verkörpern.
Stefan Pucher inszeniert bis heute regelmäßig an den wichtigsten Häusern im deutschsprachigen Raum: an den Münchner Kammerspielen, am Thalia Theater Hamburg, Wiener Burgtheater, Deutschen Schauspielhaus in Hamburg, Schauspiel Frankfurt, am Deutschen Theater Berlin. Sein Theater ist ein Spiel mit dem Illusionsraum der Bühne, mit Identität und Sinnlichkeit, eine Prüfung der Zeitgenossenschaft des Theaters durch Einsatz von Textsamplings, Video und Musik. Er arbeitete immer wieder mit den großen Schauspielern dieser Häuser wie Josef Ostendorf, Jens Harzer, Alexander Scheer, Wolfram Koch, Wolfgang Pregler, Bettina Stucky und Wiebke Puls. Mit seinen Bühnenbildnern Barbara Ehnes und Stéphane Laimé, seiner Kostümbildnerin Annabelle Witt und den Videokünstlern Chris Kondek und Meika Dresenkamp verbindet ihn eine langjährige Zusammenarbeit. Mit dem amerikanischen Videokünstler Chris Kondek, der mit der Wooster Group, mit Laurie Anderson und der Choreografin Meg Stuart gearbeitet hatte, entwickelte Pucher eine maßgebliche Ästhetik der Doppelung und Brechung vom Bild des Schauspielers auf der Bühne und im Video. Dadurch entstand paradoxerweise auf medialem Wege eine große Intimität, die so im Theater durch die räumliche Entfernung und gleich bleibende Blickachse des Zuschauers zum Darsteller traditionell nicht hergestellt werden kann. In seiner Hamburger Othello-Inszenierung gelang damit ein raffiniertes Spiel zwischen Othello als souveränem Militär und Glamour-Popstar auf der Bühne und einem emotional überforderten Liebenden in der intimen Nahaufnahme der Videos. Das Spiel mit den Klischee-Erwartungen im Publikum begann damit, dass Jago, der „Böse“, als erfolgreicher Geschäftsmann in Anzug und Krawatte aus dem Publikum heraus als einer der ihren sprach – und das in der Kaufmannsstadt Hamburg. Nach der Theaterpause ging es nicht auf der Bühne weiter, sondern in Hamburg auf der Straße vor dem Theater. Während Othello im coolen Boxermantel vorbeilief, kam es zum Mord an Rodrigo auf offener Straße – und die Zuschauer standen als ebenso faszinierte wie verunsicherte Voyeure des Geschehens daneben.
Neben den Inszenierungen dramatischer Literatur entwickelte Pucher immer wieder Projekte mit Text-Samplings und Live-Musik, wie Andersen. Trip zwischen Welten (2010) mit der Musik von Carsten „Erobique“ Meyer und Matthias „Tex“ Strzoda oder Charles Manson: Summer of Hate – Das Musical. Ein musikalischer Trip zwischen L.A. und dem Death Valley (2014) mit der Band Trümmer unter der musikalischen Leitung von Christopher Uhe. Mit Christopher Uhe verbindet ihn eine langjährige musikalische Zusammenarbeit.
Wurden seine Inszenierungen von Teilen der Presse und des Publikums als „Poptheater“ mit einer für die Bühne unpassenden „VIVA-Ästhetik“ abgetan, wurden andererseits bald Puchers Textarbeit, sein progressiver Videoeinsatz, seine Innovationen bei Musik, Bühnenbild und Kostümen mit Einladungen zum Berliner Theatertreffen geehrt. Der in die Tiefe gehenden Textexegese des psychologischen Theaters stellt Pucher ein Theater entgegen, in dem sich Bild und Musik emanzipiert haben und die Präsenz der Oberfläche nicht Oberflächlichkeit bedeutet, sondern Intensität: Ausdruck eines Theaters, das auch zu Beginn des 21. Jahrhunderts seine Relevanz behauptet.

## Inszenierungen
- 1989: What you see is what you get, eine Performance von Stefan Pucher, Theater am Turm Frankfurt/M.
- 1992: Das kalte Herz, ein Projekt von Stefan Pucher, ffm Schauspielschule, Justus-Liebig-Universität Gießen
- 1995: Zombie – Ein Horrortrip durch drei Jahrzehnte Kulturmasse, ein Projekt von Stefan Pucher, Theater am Turm Frankfurt/M.
- 1996: Ganz nah dran, ein Projekt von Stefan Pucher und Gob Squad, Theater am Turm (Daimlerstraße) Frankfurt/M.
- 1997: Dreamcity – Die Stadt in Worten, ein Projekt von Stefan Pucher, Kampnagel Hamburg; Tracks, ein Projekt von Stefan Pucher, Clubtheater SUB Hannover; 15 Minutes To Comply von Stefan Pucher und Gob Squad, documenta X, Kassel
- 1998: Bodycheck, ein Projekt von Stefan Pucher, Theater am Turm Frankfurt/M.; Flashback, ein Projekt von Stefan Pucher und Alexa Hennig von Lange, Volksbühne Berlin
- 1999: Comeback, ein Projekt von Stefan Pucher und Meg Stuart, Deutsches Schauspielhaus Hamburg (Malersaal); Snapshots, ein Projekt von Stefan Pucher und Meg Stuart, Theater Basel; Der Kirschgarten von Anton Tschechow, Theater Basel
- 2000: Ein Sommernachtstraum von William Shakespeare, Schauspielhaus Zürich (Schiffbau-Probebühne); Highway 101, ein Projekt von Stefan Pucher und Meg Stuart, Kaaitheater Brüssel; What are you afraid of? von Richard Dresser, Deutsches Schauspielhaus Hamburg; Die Möwe von Anton Tschechow, Deutsches Schauspielhaus Hamburg
- 2001: Reigen von Arthur Schnitzler, Deutsches Schauspielhaus Hamburg (Regie mit Jan Bosse, Viviane De Muynck, Ingrid Lausund, Ute Rauwald, She She Pop, show case beat le mot, Franz Wittenbrink und anderen); Drei Schwestern von Anton Tschechow, Schauspielhaus Zürich
- 2002: Leonce und Lena von Georg Büchner, Deutsches Schauspielhaus Hamburg; Richard III. von William Shakespeare, Schauspielhaus Zürich
- 2003: Das goldene Zeitalter, ein Projekt von Stefan Pucher und Meg Stuart, Schauspielhaus Zürich; Heinrich IV. von William Shakespeare, Schauspielhaus Zürich; Bei Banküberfällen wird mit wahrer Liebe gehandelt von René Pollesch, Schauspielhaus Zürich (Box im Schiffbau)
- 2004: Die Orestie von Aischylos, Schauspielhaus Zürich; Othello von William Shakespeare, Deutsches Schauspielhaus Hamburg; Homo faber nach Max Frisch, Schauspielhaus Zürich
- 2005: Diabolo, schade, daß er der Teufel ist von René Pollesch, Volksbühne Berlin; Matthäus-Passion, von Stefan Pucher, Christoph Homberger und Martin Schütz nach Johann Sebastian Bach, Schauspielhaus Zürich; Onkel Wanja von Anton Tschechow, Theater Basel
- 2006: Die Vaterlosen nach Anton Tschechow, Volksbühne Berlin; Trauer muss Elektra tragen von Eugene O’Neill, Münchner Kammerspiele
- 2007: The Iron Curtain Star, ein Projekt von Stefan Pucher nach Texten von Rolf Dieter Brinkmann, Schauspielhaus Zürich; Der Sturm von William Shakespeare, Münchner Kammerspiele
- 2008: Der Kaufmann von Venedig von William Shakespeare, Schauspielhaus Zürich (Pfauen); M – eine Stadt sucht einen Mörder von Fritz Lang und Thea von Harbou, Maxim-Gorki-Theater Berlin; Die Perser von Aischylos, Schauspielhaus Zürich
- 2009: Maß für Maß von William Shakespeare, Münchner Kammerspiele; Struwwelpeter nach Heinrich Hoffmann von Phelim McDermott, Julian Crouch, Martyn Jacques, Burgtheater Wien; Platonow von Anton Tschechow, Münchner Kammerspiele; Neil Young – The Way, ein Projekt von Stefan Pucher, Theater Neumarkt Zürich; Antonius und Cleopatra von William Shakespeare, Burgtheater Wien
- 2010: Andersen. Trip zwischen Welten, ein Projekt von Stefan Pucher, Thalia Theater Hamburg; Tod eines Handlungsreisenden von Arthur Miller, Schauspielhaus Zürich (Schiffbauhalle)
- 2011: Rausch von August Strindberg, Burgtheater Wien (Akademietheater); Mjunik Disco, ein Projekt von Stefan Pucher, Münchner Kammerspiele; Tape von Stephen Belber, Deutsches Theater Berlin (Kammerspiele); Endspiel von Samuel Beckett, Schauspielhaus Zürich (Pfauen)
- 2012: Quijote. Trip zwischen Welten, ein Projekt nach Miguel de Cervantes, Thalia Theater Hamburg; Satansbraten von Rainer Werner Fassbinder, Münchner Kammerspiele; Ariodante von Georg Friedrich Händel (musikalische Leitung: Andrea Marcon), Theater Basel; Faust I von Johann Wolfgang von Goethe, Schauspiel Frankfurt; Ein Sommernachtstraum von William Shakespeare, Thalia Theater Hamburg
- 2013: Die Katze auf dem heißen Blechdach von Tennessee Williams, Schauspielhaus Zürich (Pfauen); Hedda Gabler von Henrik Ibsen, Koproduktion von Deutsches Theater Berlin und Ruhrfestspiele 2013; Woyzeck von Georg Büchner, Schauspielhaus Zürich (Schiffbauhalle); Elektra von Sophokles, Deutsches Theater Berlin; Autostück. Belgrader Hund von Anne Habermehl, Regie Stefan Pucher und Tom Stromberg, Schauspiel Stuttgart
- 2014: Die Zofen von Jean Genet, Münchner Kammerspiele; Charles Manson: Summer of Hate – Das Musical. Ein musikalischer Trip zwischen L. A. und dem Death Valley von Stefan Pucher, Christopher Uhe und Susanne Meister, Thalia Theater Hamburg; Baal von Bertolt Brecht, Deutsches Theater Berlin
- 2015: Was ihr wollt von William Shakespeare, Deutsches Theater Berlin; Die schmutzigen Hände von Jean-Paul Sartre, Schauspielhaus Zürich (Pfauen); Ein Volksfeind von Henrik Ibsen in einer Bearbeitung von Dietmar Dath, Schauspielhaus Zürich (Pfauen); Nora von Henrik Ibsen, Deutsches Theater Berlin
- 2016: Warten auf Godot von Samuel Beckett, Thalia Theater Hamburg; América nach T. C. Boyle, Münchner Kammerspiele; Antigone von Sophokles, Schauspielhaus Zürich (Schiffbauhalle); Marat/Sade von Peter Weiss, Deutsches Theater Berlin
- 2017: Kasimir und Karoline von Ödön von Horváth, Schauspiel Stuttgart; Tartuffe von Molière, Thalia Theater Hamburg; Wartesaal nach dem Roman „Exil“ von Lion Feuchtwanger, Münchner Kammerspiele
- 2018: Am Königsweg von Elfriede Jelinek, Schauspielhaus Zürich (Pfauen); Hexenjagd von Arthur Miller, Thalia Theater Hamburg
- 2019: Frankenstein von Dietmar Dath, Schauspielhaus Zürich (Pfauen)
- 2024: Moby-Dick von Herman Melville, Residenztheater (München)[5]

## Auszeichnungen
Einladungen zum Berliner Theatertreffen:
- 2002: Drei Schwestern von Anton Tschechow, Schauspielhaus Zürich; Auszeichnung mit dem 3sat-Preis
- 2003: Richard III. von William Shakespeare, Schauspielhaus Zürich
- 2005: Homo Faber nach Max Frisch, Schauspielhaus Zürich, sowie Othello von William Shakespeare, Deutsches Schauspielhaus Hamburg
- 2008: Der Sturm von William Shakespeare, Münchner Kammerspiele
- 2011: Tod eines Handlungsreisenden von Arthur Miller, Schauspielhaus Zürich
- 2016: Ein Volksfeind von Henrik Ibsen in einer Bearbeitung von Dietmar Dath, Schauspielhaus Zürich

2005 wurde Stefan Pucher von den Kritikern der Theaterzeitschrift Theater heute für seine Inszenierung von Shakespeares Othello am Deutschen Schauspielhaus Hamburg zum „Regisseur des Jahres“ gewählt.

## Lehrtätigkeiten
- 2008/2009: Stiftungsprofessur für „Szenische Künste“ an der Universität Hildesheim